# 庄毓敏
庄毓敏（1962年—），辽宁东营人，汉族，中华人民共和国政治人物。

## 生平
毕业于中国人民大学经济学专业。2013年，被选为全国人大代表。
2017年8月30日起，任中国人民大学财政金融学院院长。
2018年2月24日，当选为第十三届全国人大代表。
2023年1月17日，安徽省第十四届人民代表大会第一次会议选举产生111名全国人大代表，庄毓敏当选。
2023年3月6日，十四届全国人大财政经济委员会依法开展2023年计划、预算审查工作，视频画面显示，韩胜延出席会议，证明其已被选入全国人大财政经济委员会。